# Eeri Raam
Eeri Raam (* 31. Januar 1946 in Kunda) ist ein ehemaliger estnischer Radrennfahrer und nationaler Meister im Radsport.

## Sportliche Laufbahn
Raam war im Straßenradsport und im Bahnradsport aktiv. Er begann 1963 mit dem Radsport. 1973 gewann er die nationale Meisterschaft im Straßenrennen. In den Jahren von 1969 bis 1974 wurde er zehnmal estnischer Meister im Straßen- und Bahnradsport. 1968 und 1973 wurde er Vizemeister im Einzelzeitfahren.